# Accord de libre-échange entre la Chine et la Thaïlande
L'accord de libre-échange entre la Chine et la Thaïlande est un accord de libre-échange signé en juin 2003 et entré en application en octobre 2003. L'accord supprime notamment des droits de douane sur les produits agricoles.